# 오모카게바시 정류장
오모카게바시 정류장(일본어: 面影橋停留場)은 일본 도쿄도 신주쿠구 니시와세다 3초메에 있는 도쿄 도 교통국 도덴 아라카와 선의 정류장이다. 정류장명은 간다 강을 건너는 다리 이름에서 유래되었다.

## 정류장 구조
상대식 승강장 2면 2선의 지상 정류장이다.

## 정류장 주변
신메지로도리의 북쪽에 간다 강이 흐르고 있다. 정거장명의 유래가 된 오모카게 다리는 에도 시대부터 대물림하면서 이 위치에 걸린 다리이다. 다리를 건넌 곳에 있는 오리진 전기 본사 앞에는 오타 도칸 유카리의 황매의 마을비가 있다. 주변에는 중, 고층 주택이 많았고 상가는 드문드문 있다.
- 간센엔 공원
- 신주쿠 구립 도쓰카 제일 초등학교
- 다카도바시 사거리(신메지로도리와 메이지도리의 교차점)

## 역사
원래 오지 전기궤도에서 설치한 정류장이었지만, 전후로 다카다노바바역 방면으로 분기하는 노선이 건설되어 와세다 경유로 가야바초의 사이를 잇는 15계통이 설정되었다. 그러나 먼저 폐지되었고 다시 원래의 모습으로 되돌아왔다.
- 1930년 3월 30일: 영업 개시.
- 1942년 2월 1일: 오지 전기궤도가 도쿄 시에 인수되면서 도쿄 시덴의 역이 됨.
- 1943년 10월 1일 도쿄 도제 시행에 따라 도쿄 도덴의 역이 됨.
- 1949년 12월 1일: 15계통의 오모카게바시 ~ 다카다노바바 역 구간(도쓰카 선) 영업 개시.
- 1968년 9월 29일: 오모카게바시 ~ 다카다노바바 역 구간 폐지.

## 인접 정류장
| 도쿄 도 교통국 ■ 도덴 아라카와 선 | 도쿄 도 교통국 ■ 도덴 아라카와 선 | 도쿄 도 교통국 ■ 도덴 아라카와 선 |
| --------------------------------- | --------------------------------- | --------------------------------- |
| 와세다 와세다 방면                |                                   | 가쿠슈인시타 미노와바시 방면      |